# Đường tròn đơn vị

Vòng tròn đơn vị với một số góc đặc biệt.

Trong toán học, đường tròn đơn vị hay vòng tròn đơn vị là đường tròn với bán kính là 1 đơn vị. Thông thường, đặc biệt là trong lượng giác, vòng tròn đơn vị là hình tròn có bán kính 1 với tâm tại gốc tọa độ (0,0) trong không gian 2 chiều. Nó thường được ký hiệu là S1.

## Phương trình định nghĩa đường tròn đơn vị
Có nhiều cách định nghĩa đường tròn đơn vị.
Trên mặt phẳng R2, đường tròn đơn vị có thể định nghĩa bằng một trong những phương trình sau:
{\displaystyle x^{2}+y^{2}=1\;}
{\displaystyle \|\mathbf {r} \|=1\;}
{\displaystyle {\begin{cases}x=cos(\theta )\\y=sin(\theta )\end{cases}}}

V.v...
Trên mặt phẳng phức C, đường tròn đơn vị có thể định nghĩa bằng phương trình:
{\displaystyle |z|=1\,}

## Dĩa đơn vị
Dĩa đơn vị là phần mặt phẳng bên trong (tức là bên có chứa gốc tọa độ) đường tròn đơn vị. Nói cách khác, trên mặt phẳng thực:
{\displaystyle x^{2}+y^{2}\leq 1\;}
{\displaystyle \|\mathbf {r} \|\leq 1\;}
{\displaystyle {\begin{cases}|x|\leq |cos(\theta )|\\|y|\leq |sin(\theta )|\end{cases}}}
V.v.
Trên mặt phẳng phức C:
{\displaystyle |z|\leq 1\,}

## Đường tròn đơn vị trong lượng giác

Tất cả các hàm lượng giác đều có thể tính được từ đường tròn đơn vị có tâm tại O.

Đường tròn đơn vị có vị trí đặc biệt trong lượng giác vì từ đó có thể tính được tất cả các hàm lượng giác.
Nếu A là một điểm trên đường tròn đơn vị, {\displaystyle \theta } là góc giữa trục {\displaystyle x} và đường OA (trong hình) thì:
{\displaystyle cos(\theta )\,} = giá trị điểm A chiếu xuống trục {\displaystyle x\,}, là đoạn OC trong hình.
{\displaystyle sin(\theta )\,} = giá trị điểm A chiếu xuống trục {\displaystyle y\,}, là đoạn AC trong hình.
{\displaystyle tan(\theta )\,} = chiều dài đường tiếp tuyến từ A kéo tới trục {\displaystyle x\,}, là đoạn AE trong hình.
{\displaystyle cot(\theta )\,} = chiều dài đường tiếp tuyến từ A kéo tới trục {\displaystyle y\,}, là đoạn AF trong hình.
{\displaystyle sec(\theta )\,} (secant) = chiều dài từ tâm theo trục {\displaystyle x\,} tới đường tan, là đoạn OE trong hình.
{\displaystyle csc(\theta )\,} (cosecant) = chiều dài từ tâm theo trục {\displaystyle y\,} tới đường cotan, là đoạn OF trong hình.

Có hai hàm lượng giác ít dùng nhưng rất dễ thấy trong đường tròn đơn vị, là {\displaystyle {\textrm {versin}}\,} và {\displaystyle {\textrm {coversin}}\,}.
Hàm {\displaystyle {\textrm {versin}}\,} tức versed sine là đoạn còn lại trên trục {\displaystyle x\,} từ sau điểm {\displaystyle cos(\theta )\,} tới hết đường bán kính.
Còn hàm {\displaystyle {\textrm {coversin}}\,} tức coversed sine hay coversin tương đương như vậy, trên trục {\displaystyle y\,}: Đoạn còn lại trên trục {\displaystyle y\,} từ sau điểm {\displaystyle sin(\theta )\,} tới hết đường bán kính.
Hai hàm này có phần hữu dụng như sau:
{\displaystyle {\textrm {versin}}(\theta )=1-\cos(\theta )=2\sin ^{2}\left({\frac {\theta }{2}}\right)\,}
{\displaystyle {\textrm {coversin}}(\theta )=1-\sin(\theta )={\textrm {versin}}(\pi /2-\theta )\,}

## Đường cycloid
Lấy một đường tròn bán kính = 1, đặt nó lên trục {\displaystyle x\,}. Lấy một điểm A cố định trên đường tròn đó. Khi đường tròn lăn (không trượt) trên trục {\displaystyle x\,}, điểm A quay/lăn theo và sẽ vẽ một hình cung, mang tên đường cycloid.
Nếu thay vì lấy một điểm trên đường tròn mà lấy một điểm bên trong đường tròn, sẽ được đường gọi tên là curtate cycloid.
Năm 1658 Christopher Wren chứng minh rằng nếu đường tròn có đường kính {\displaystyle d\,} thì một chu kỳ đường cycloid có chiều dài {\displaystyle 4d\,}.